# Route nationale 57 (Grèce)
Pour les articles homonymes, voir Route nationale 57.
La route nationale 57 (en grec moderne : Εθνική Οδός 57, Ethnikí Odós 57, en abrégé EO57) est une liaison routière dans le nord-est de la Grèce. 

## Situation
Elle relie la ville de Dráma avec le poste frontière (de) gréco-bulgare près d'Exochí (el), après avoir traversé Prosotsáni et Káto Nevrokópi.
Après la frontière entre la Bulgarie et la Grèce, elle est prolongée par la route nationale 19 menant à Gotsé Deltchev.

## Tracé
| Km    | Agglomérations lieux | Carte interactive |
| ----- | -------------------- | ----------------- |
| 0 km  | Dráma                |                   |
| 16 km | Prosotsáni           |                   |
| 41 km | Káto Nevrokópi       |                   |
| 51 km | Exochí (el)          |                   |
| 87 km | Poste frontière (de) |                   |

## Galerie

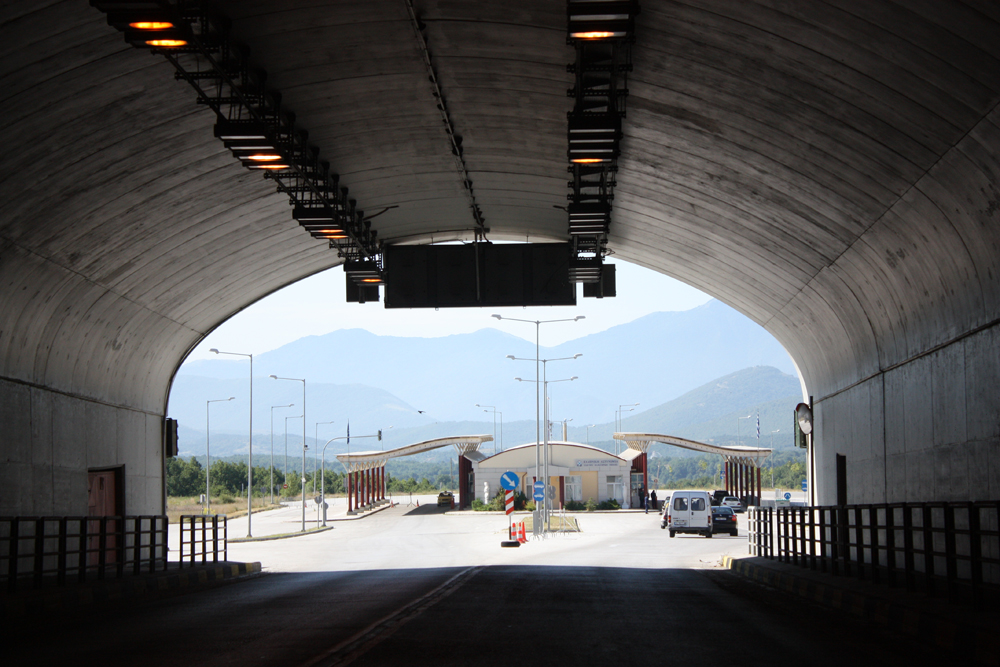
Poste frontière.
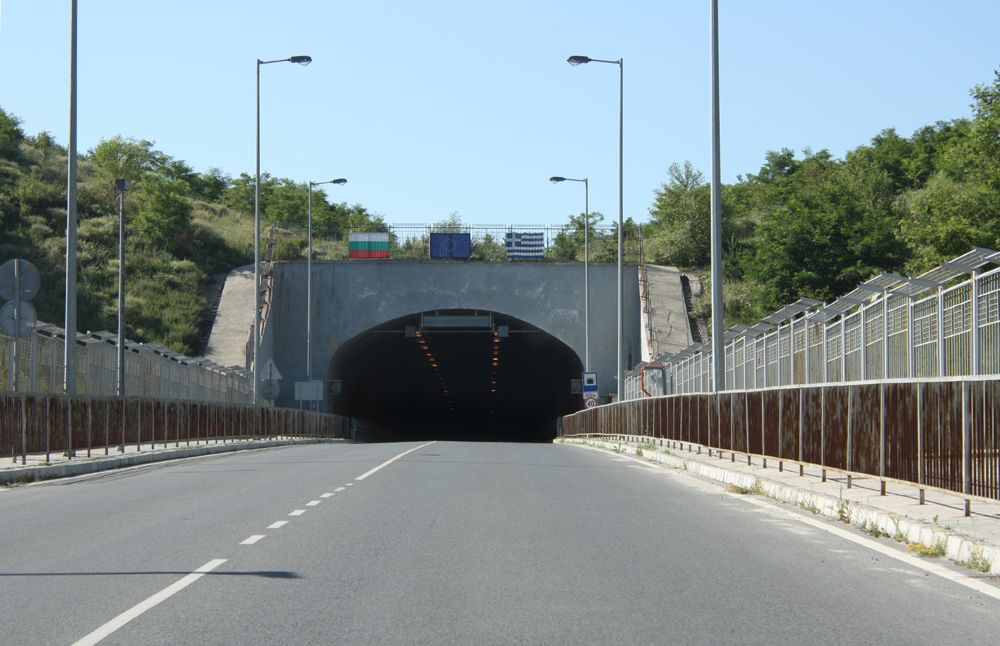
Le tunnel-frontière des ours.